# Озёрно-Баганск
Озёрно-Баганск — упразднённый посёлок в Баганском районе Новосибирской области России. На момент упразднения входил в состав Савкинского сельсовета. Исключен из учётных данных в 1968 г.

## География
Располагался на правом берегу реки Баган, в 4 км к северо-востоку от поселка Зелёный Луг.

## История
Деревня Озёрно-Баганская была основана в 1815 году. В 1928 году состояла из 56 хозяйств, в административном отношении входила в состав Кучугурского сельсовета Черно-Курьинского района Славгородского округа Сибирского края.
Упразднён решением Новосибирского облисполкома в 1968 году.

## Население
В 1926 году в деревне проживало 279 человек (128 мужчин и 151 женщина), основное население — русские.